# Стихира
Стихи́ра, или Стихе́ра (ст.‑слав. стихира, стихѣра, стихъιра; греч. στιχηρὰ, от др.-греч. στίχος — стихотворная строка, стих, часто во мн. ч. стихи́ры), в православном богослужении — молитвенные песнопения, обычно привязанные к отдельным стихам из какого-либо Псалма (отсюда название). В стихирах богословски осмысляется тема ожидаемого, или уже наступившего, церковного праздника.

## Музыкальные особенности стихир
Стихиры появились в Византии, поэтому они впитали в себя мелодии традиционных древнегреческих музыкальных жанров. В подражание византийской музыке в Русской церкви при пении стихир изначально использовалось похожее одноголосное и двухголосное знаменное пение.
Однако последующее влияние западноевропейского искусства привело к радикальному изменению церковного пения: вместо продолжительных мелодий появились аккорды ритмичного четырёхголо́сия. В распространённом на приходах Русской православной церкви современном обихо́де сокращённого Киевского распева, в каждой стихире, в зависимости от гласа (мелодического напева) может быть от трёх до шести строк: начальная (в четвёртом гласе их две), чередующиеся, предпоследняя (бывает редко) и заключительная. Схожая мелодия подобрана и к псало́мскому стиху-запеву, к которому обычно присоединяется каждая стихира. Первую половину стиха громко возглашает канонарх, а вторую — тотчас допевает хор, после чего хор сразу же поёт саму стихиру.
В некоторых монастырях канонарх поёт весь текст стихиры, но останавливается после каждой строки так, чтобы хор, с остальными прихожанами, могли вместе повторить услышанные слова и мелодию очередной строки стихиры за канонархом. За стихирами следует «Слава.: И ныне.:» с особым Богородичным песнопением. Тексты стихир находятся в Богослужебных книгах (обычно в Октоихе, в Минеях и в Триоди, в древности — в Стихираре). В большинстве случаев они сгруппированы по 3 стихиры одного и того же гласа.

## Классификация стихир

### На «Господи, воззвах…»
Стихи́ры на «Го́споди, воззва́х…», иначе «Воззва́хи» — греч. Στιχηρὰ εἰς τὸ Κύριε ἐκέκραξα, сокращённо κέκραγάρια — название по начальной фразе Псалма 140. Эти стихиры поются в начале Вечерни — после великой ектении (и кафизмы, если она есть), присоединяясь к некоторым стихам из псалмов № 140, 141, 129, 116. По Уставу все эти псалмы перед пением стихир полагается петь без сокращений, однако полные тексты псалмов исполняются преимущественно в дни Великого поста. В обычные же дни хор сначала поёт только самые первые стихи:
Го́споди, воззва́х к Тебе́, услы́ши мя́. / Услы́ши мя́, Го́споди. / Го́споди, воззва́х к Тебе́, услы́ши мя́: / вонми́ гла́су моле́ния моего́, / внегда́ воззва́ти ми́ к Тебе́. // Услы́ши мя́, Го́споди.
Да испра́вится моли́тва моя́, / я́ко кади́ло пред Тобо́ю, / воздея́ние руку́ мое́ю — / же́ртва вече́рняя. // Услы́ши мя́, Го́споди.(Пс. 140:1—2)
К последним стихам четырёх указанных псалмов могут присоединяться стихиры, помеченные «На Господи, воззвах» в соответствующем дне Октоиха, Минеи и Триоди (церковно-богослужебных книг).
Количество стихир, которые поются на «Господи, воззвах», зависит от степени значимости православного праздника или особых постных дней:
- Пометка «На 4» от стиха: От стра́жи у́тренния до но́щи, от стра́жи у́тренния / да упова́ет Изра́иль на Го́спода.(Пс. 129:6—7)— указывает 4 стиха, к которым допеваются 4 стихиры, например в случае малой вечерни, совершаемой в некоторых монастырях перед всенощными бдениями. Первая стихира (из указанных трёх) поётся дважды, чтобы общее количество стихир равнялось четырём.
- Обозначение «На 6» от стиха: А́ще беззако́ния на́зриши, Го́споди, Го́споди, кто постои́т? / Я́ко у Тебе́ очище́ние есть.(Пс. 129:3—4)— указывает 6 стихов, к которым допеваются 6 стихир, например на вседне́вной вечерне в будние дни: первые 3 стихиры берутся из Октоиха, а оставшиеся 3 — из Минеи. Если соединяются два богослужения, то из обоих поют по три стихиры (Октоих тогда опускается). В случае «шестири́чного» или «славосло́вного» праздника, все три имеющиеся стихиры поют по два раза, чтобы в сумме получалось 6 стихир.
- Рубрика «На 8» от стиха: Из глубины́ воззва́х к Тебе́, Го́споди, / Го́споди, услы́ши глас мой.(Пс. 129:1—2)— указывает 8 стихов, к которым допеваются 8 стихир, например на великой вечерне большинства полиеле́йных и бде́нных праздников.
- «На 10» от стиха: Изведи́ из темни́цы ду́шу мою́, / испове́датися и́мени Твоему́.(Пс. 141:7)— указывает 10 стихов, к которым допеваются 10 стихир, например стихир:

• на великой вечерне каждого Господского двунадесятого праздника. В Минее или в Триоди на такой день обычно имеется только три стихиры, а на «Сла́ва.: И ны́не.:» отсутствует Богородичен, поэтому пение каждой стихиры повторяется несколько раз, чтобы в общем количестве здесь получилось 10 стихир;
• на каждом воскресном всенощном бдении. Первыми (но не менее трёх из десяти) поются стихиры воскресные из Октоиха — оставшиеся стихиры — случившемуся празднику и/или рядовому святому из Минеи. В предпасхальный и пасхальный период здесь несколько стихир могут петься и из Триоди. Под воскресенье Богородичен, замыкающий стихиры на «Господи, воззвах», носит особое наименование «Догма́тик» — греч. Δογματικόν или Θεοτοκίον δογματικόν;
• на вечерне, с которой соединяется Литургия Преждеосвященных Даров.
- От стиха: Паду́т во мре́жу свою́ гре́шницы: / еди́н есмь а́з, до́ндеже прейду́.(Пс. 140:10)— 30 стихир: 6 стихир + 24 стихиры (по числу букв греческого алфавита) Великаго канона преподобного Андрея Критского поются из Триоди в среду вечером Пятой седмицы Великого поста.

Богородичны (или Крестобогородичны), присоединяемые к стихирам на «Сла́ва… И ны́не…», обычно не входят в общее указанное количество стихир.

### Стихиры литии
Лити́йные стихиры — греч. στιχηρὰ εἰς τὴν λιτήν. Эти стихиры поются на литии всенощного бдения. Канонарх возглашает глас и прочитывает первую строку стихиры — до первой (иногда — до второй) запятой — хор поёт эту же стихиру с самого её начала. Следующие за ней стихиры поются без каких-либо запевов к ним стихов из псалмов. Стихир на литии чаще бывает больше трёх, и они могут иметь разные гласы-мелодии. По церковному уставу на литии каждого воскресного всенощного бдения поются стихиры храма (с престольного праздника).

### Стиховны
Стихиры на стихо́вне, иногда «Стихо́вны» — греч. στιχηρὰ εἰς τὸν στίχον, то есть припевают к стихам разных псалмов, подобранных к конкретным праздникам; поются в конце вечерни, в середине бденной литии́ и в конце вседневной утрени. Пение первой стиховной стихиры начинается точно так же, как и при пении литийных стихир: сначала канонарх возглашает глас и прочитывает первую строку стихиры до первой или до второй запятой, и сразу хор поёт эту же стихиру с самого её начала. Следующие две (или три) стихиры уже имеют свои стихи-запевы.
К трём или четырём стиховным стихирам из одной группы иногда добавляется одна стихира из богослужения совсем другого праздника. Этой дополнительной стихире предшествует первая часть краткого славословия: «Сла́ва Отцу́, и Сы́ну, и Свято́му Ду́ху», поэтому эта стихира называется «Сла́вник». За сла́вником допевается оставшаяся часть краткого славословия: «И ны́не, и при́сно, и во ве́ки веко́в. Ами́нь» с пением Богоро́дичного того же гласа, что и славник. Этого Богородична часто не бывает «на ряду́» (по ходу службы), поэтому его нужно заранее подбирать из собрания богородичных, помещённых в четырёх приложениях Минеи — в конце этой объёмной книги.
В вечерне обычного субботнего богослужения на стиховнах из Октоиха поются не напечатанные на ряду «ме́ртвенны», а «му́ченичны», из предыдущих стихир на Господи воззвах, а на утренних стиховнах — вместо «поко́йных» исполняются написанные перед ними стихиры на хвали́тех.
Первая воскресная стиховная стихира 6-го гласа, и на малой, и на великой вечернях, многократно поётся и во время ночного пасхального крестного хода вокруг храма:
Воскресе́ние Твое́ Христе́ Спа́се, а́нгели пою́т на небесе́х, и нас на земли́ сподо́би, чи́стым се́рдцем Тебе́ сла́вити.
Первая стиховная стихира малой вечерни Пятидесятницы 2-го гласа также поётся и в стихирах на Господи воззвах великой вечерни того же праздника, и почти на каждой Литургии сразу после причащения мирян:
Ви́дехом Свет Истинный, прия́хом Ду́ха Небе́снаго, обрето́хом веру и́стинную, Неразде́льней Тро́ице покланя́емся: Та́ бо на́с спасла́ е́сть.
Третья стиховная стихира великой вечерни Пятидесятницы 6-го гласа стала обиходной начальной молитвой Святому Духу:
Царю́ Небе́сный, Уте́шителю, Ду́ше Истины, И́же везде́ Сый и вся исполня́яй, Сокро́вище благи́х и жи́зни Пода́телю, прииди́ и всели́ся в ны, и очи́сти ны от вся́кия скве́рны, и спаси́, Бла́же, ду́ши на́ша.

### Стихиры Пасхи, глас 5
Текст пасхальных стихир имеет только один вариант. Стихи-запевы к пасхальным стихирам взяты из пасхального начала. Пасхальные стихиры исполняются особым напевом на Светлой седмице и по воскресным дням до отдания праздника Пасхи, присоединяются к стихирам (или к стиховным на вечерне, или ко хвалитным на утрене):
Да воскре́снет Бог, и расточа́тся врази́ Его́.
Па́сха свяще́нная нам днесь показа́ся, Па́сха но́ва свята́я, Па́сха та́инственная, Па́сха всечестна́я. Па́сха Христо́с Изба́витель, Па́сха непоро́чная, Па́сха вели́кая, Па́сха ве́рных. Па́сха две́ри ра́йския нам отверза́ющая. Па́сха всех освяща́ющая ве́рных.
Я́ко исчеза́ет дым, да исче́знут.
Прииди́те от виде́ния жены́ благове́стницы, и Сио́ну рцы́те: приими́ от нас ра́дости благове́щения, Воскресе́ния Христо́ва: красу́йся, лику́й и ра́дуйся, Иерусали́ме, Царя́ Христа́ узре́в из гро́ба, я́ко жениха́ происходя́ща.
Та́ко да поги́бнут гре́шницы от Лица́ Бо́жия, а пра́ведницы да возвеселя́тся.
Мироно́сицы жены́, у́тру глубоку́, предста́вша гро́бу Живода́вца, обрето́ша А́нгела на ка́мени седя́ща, и той провеща́в им, си́це глаго́лаше: что и́щете Жива́го с ме́ртвыми? что пла́чете Нетле́ннаго во тли? Ше́дше, пропове́дите ученико́м Его́.
Сей день, его́же сотвори Госпо́дь, возра́дуемся и возвесели́мся в онь.
Па́сха кра́сная, Па́сха, Госпо́дня Па́сха! Па́сха всечестна́я нам возсия́. Па́сха, ра́достию друг дру́га обы́мем. О Па́сха! Избавле́ние ско́рби, и́бо из гро́ба днесь, я́ко от черто́га возсия́в Христо́с, жены́ ра́дости испо́лни, глаго́ля: пропове́дите апо́столом.
Сла́ва Отцу́ и Сы́ну и Свято́му Ду́ху и ны́не при́сно и во ве́ки веко́в. Ами́нь.

Воскресе́ния день, и просвети́мся торжество́м, и друг дру́га обы́мем. Рцем бра́тие, и ненави́дящим нас, прости́м вся Воскресе́нием, и та́ко возопии́м: Христо́с воскре́се из ме́ртвых, сме́ртию смерть попра́в, и су́щим во гробе́х живо́т дарова́в.
На «Слава… И ныне…» могут вставляться стихиры других праздников.

### На хвалитех
Стихиры на хвали́тех, или «Хвали́тны» — греч. στιχηρὰ εἰς τοὺς αἴνους, πασαπνοάρια — обозначение по инципиту от начальных слов Псалма 148 — Πᾶσα πνοή — «Вся́кое дыха́ние да хва́лит Го́спода…». Хвалитные стихиры на утрени перед Великим славословием припевают к отдельным стихам из псалмов 148, 149 и 150. Эти псалмы также полагается петь без сокращений перед пением стихир, однако в настоящее время из полных текстов псалмов исполняются только те стихи, за которыми поются стихиры.
На утрени после канона славословных, полиелейных и бденных праздников есть 3 или 4 хвали́тные стихиры. Так как в Часослове только 6 стихов отводится хвалительным стихирам, то, если общее количество стихир на хвалитех двух праздников получается 8, недостающие 2 стиха-запева для оставшихся стихир берутся из стиховных стихир уже совершённой вечерни младшего из двух этих праздников.

### На поклонение Животворящему кресту
Стихиры после пения великого славословия при изнесе́нии Креста, поклонении Ему и лобызания Его на середине храма на:
1. Неделю крестопоклонную Великого поста (4 самогласные стихиры: первая 2-го, остальные — 8-го гласов)[7];
2. Происхождение честных древ Животворящего Креста 1 (14) августа (4 самогласные стихиры: 2-го, 5-го и 8-го гласов)[8];
3. Воздвижение Креста Господня 14 (27) сентября (8 самогласных стихир: 2-го, 5-го, 6-го и 8-го гласов)[9].

Некоторые из этих стихир используются все три раза.

### Стихиры Царских часов
На Царских часах стихиры часто называют тропарями. Но они, как и другие стихиры, имеют свои (стихирные) запевы.

### Стихиры Чина умовения ног
По Чиновнику архиерейского священнослужения в Великий четверток совершаются шесть стихир умовения ног — самогласные 1-го гласа, 2-го, 3-го, две 8-го, после «Сла́ва… и ны́не…» и ещё одна стихира 8-го гласа.

### Стихиры на требах
- В Требнике после канона После́дования свята́го еле́а находятся три стихиры без запевов (на подобен «Дал еси́ зна́мение…» 4-й глас) с богородичным. В конце соборования после сугубой ектении (перед отпустом) ещё одна стихира — самогласен 4-го гласа: «Исто́чник исцеле́ний…» с богородичным.
- После канона Отпевания: самогласны Иоанна монаха — по одному всех восьми гласов. В конце отпевания во время прощания родственников и других прихожан с почившим хор поёт 12 стихир на подобен «Егда́ от дре́ва…» 2-го гласа, затем на «Сла́ва…» стихиру 6-го гласа, и на «И ны́не…» — богородичен того же гласа.
- В конце Чи́на благослове́ния новосооруже́нного креста́ приводится[13] 4 стихиры:

1. стихира 8-го гласа является свети́льным Воздви́жения Креста Господня и почти в точности совпадает со вседневным ексапостила́рием самопе́сно среды и пятницы:
Кре́ст храни́тель все́й вселе́нней, кре́ст красота́ церко́вная: кре́ст ве́рным утвержде́ние: кре́ст а́нгелов сла́ва и де́монов я́зва.
2. «Сла́ва… и ны́не…», глас 4:
О тебе́, треблаже́нне и жизнода́вче Кре́сте, лю́дие пита́еми спра́зднуют, с безпло́тными ли́ки, чи́н архиере́йский благогове́йно пое́т, мно́жество же и́ночествующих и по́стников покланя́ется, Христа́ же на тебе́ распе́ншагося вси́ прославля́ем.
3. посе́м стихи́ру три́жды:
Кресту́ Твоему́ покланя́емся Влады́ко, и свято́е Воскресе́ние Твое́ сла́вим.
Эта стихира вместо Трисвята́го поётся трижды на Литургии в Неделю Крестопоклонную, 1 (14) августа на Происхождение честны́х древ Животворящего Креста и 14 (27) сентября на Воздви́жение Креста Господня;
4. на целовании креста — стихира глас 2:
Прииди́те, ве́рнии,/ Животворя́щему Дре́ву поклони́мся…
Также поётся и ряд других стихир.

### Одиночные стихиры
- Стихира на полиелее по 50-му псалму, обычно, 6-го гласа, каждый раз разная. Воскресная стихира поётся каждое воскресенье[14], а в Пасху она поётся трижды, но перед 7-й песнью канона[15] утрени:

Воскре́с Иису́с от гро́ба, я́коже прорече́, даде́ на́м живо́т ве́чный и ве́лию ми́лость.
- Евангельская стихира — στιχηρὰ ἑωθινά, то есть утренняя стихира. Посвящена тому из 11-ти чередующихся воскресных Евангельских зачал, которое было прочитано на полиелее этой утрени. Находятся в приложении Октоиха. Поётся после стихир на хвалитех на «Славу.:», или на «Слава.: И ныне.:» перед Первым часом;
- Стихира на целование плащаницы[16], глас 5:

Прииди́те, ублажи́м Ио́сифа приснопа́мятнаго, в нощи́ к Пила́ту прише́дшаго, и Живота́ всех испроси́вшаго: даждь ми Сего́ Стра́ннаго, И́же не име́ет где главы́ подклони́ти; даждь ми Сего́ Стра́ннаго, Его́же учени́к лука́вый на смерть предаде́; даждь ми Сего́ Стра́ннаго, Его́же Ма́ти зря́щи на Кресте́ ви́сяща, рыда́ющи вопия́ше и ма́терски восклица́ше: увы́ Мне, Ча́до Мое́! Увы́ Мне, Све́те Мой, и Утро́ба Моя́ возлю́бленная! Симео́ном бо предрече́нное в це́ркви днесь собы́стся: Мое́ се́рдце ору́жие про́йде, но в ра́дость воскресе́ния Твоего́ плач преложи́. Покланя́емся Страсте́м Твои́м, Христе́, покланя́емся Страсте́м Твои́м, Христе́, покланя́емся Страсте́м Твои́м, Христе́, и Свято́му Воскресе́нию.
- Стихира, глас 6, в конце Великого освящения воды[17] на Богоявление:

Воспои́м, ве́рнии,/ е́же о нас Бо́жия благодея́ния вели́чество:/ о на́шем бо прегреше́нии быв Челове́к,/ на́шим очище́нием очища́ется во Иорда́не,/ Еди́н Чи́стый и Нетле́нный,/ освяща́яй мене́ и во́ды/ и главы́ змие́в сокруша́яй в воде́./ Почерпе́м у́бо во́ду с весе́лием, бра́тие:/ благода́ть бо Ду́ха ве́рно почерпа́ющим/ неви́димо подава́ется от Христа́ Бо́га/ и Спа́са душ на́ших.
- Стихира, глас 7, в конце Чи́на благослове́ния свещ на Сре́тение Госпо́дне:

Украси́ твой черто́г, Сио́не,/ и подыми́ Царя́ Христа́,/ целу́й Мари́ю, Небе́сную Дверь:/ Та бо престо́л Херуви́мский яви́ся,/ Та но́сит Царя́ Сла́вы./ О́блак све́та есть Де́ва,/ нося́щи на рука́х Сы́на пре́жде денни́цы,/ Его́же прие́мь Симео́н на ру́ки своя́,/ пропове́дуя лю́дям Влады́ку Сего́ быти живота́ и сме́рти/ и Спа́са ми́ру.
Это первая стихира на стиховных великой вечерни Сретения Господня;
- Стихира, глас 8, в конце Чи́на благослове́ния ико́ны Пресвяты́я Тро́ицы:[19]

Прииди́те лю́дие, триипоста́сному Божеству́ поклони́мся, Сы́ну во Отце́, со Святы́м Ду́хом: Оте́ц бо безле́тно роди́ Сы́на соприсносу́щна и сопресто́льна, и Ду́х Святы́й бе́ во Отце́, с Сы́ном прославля́емь: еди́на Си́ла, еди́но Существо́, еди́но Божество́. Ему́же покланя́ющеся вси́ глаго́лем: Святы́й Бо́же, вся́ соде́явый Сы́ном, соде́йством Свята́го Ду́ха: Святы́й Кре́пкий, И́мже Отца́ позна́хом, и Ду́х Святы́й прии́де в ми́р: Святы́й Безсме́ртный, уте́шительный Ду́ше, от Отца́ исходя́й, и в Сы́не почива́яй: Тро́ице Свята́я, сла́ва Тебе́.
Эта же стихира поётся на великой вечерни Недели святой Пятидесятницы в стихирах на Господи воззвах сразу после «Сла́ва… и ны́не…»;
- Стихира, глас 4, в конце Чи́на благослови́ти но́вый кора́бль, или́ лодию́:[21]

При́зри на моле́ния твои́х раб, Всенепоро́чная,..
Эта же стихира поётся как Богородичен на стиховных воскресной великой вечерни 4-го гласа;
- Стихира, глас 4, в конце Чи́на освяще́ния во́инскаго зна́мения, е́же е́сть хору́гви, и во́ем благослове́ния на бра́нь:

Пособи́вый Го́споди, кро́ткому Дави́ду, победи́ти иноплеме́нника, нам спосо́бствуй, и ору́жием Креста́ низложи́ враги́ на́ша: покажи́ благоутро́бие на нас дре́вния ми́лости Твоея́, и да разуме́ют вои́стинну, я́ко Ты еси́ Бог и на Тя наде́ющеся побежда́ем, моля́щися обы́чно Пречи́стей Твое́й Ма́тери, дарова́ти нам ве́лию ми́лость.

## Мелодическое оформление
Стихиры имеют строфическую форму и, как правило, распеваются на простые формульные мелодии гласов. Стиль распева силлабический (с небольшими мелизмами), за исключением евангельских стихир, распетых в мелизматическом стиле. Стихира с пометой «самоподобен» имеет оригинальный напев, который может использоваться как мелодическая модель для других стихир — «подобных». Стихира с пометой «самогласен» означает, что это неповторимый напев, предназначенный только для этой стихиры.
Иногда ирмосы канона, седальны с припевами и другие молитвы поются на стихирные мелодии.